# Palouse (gebied)

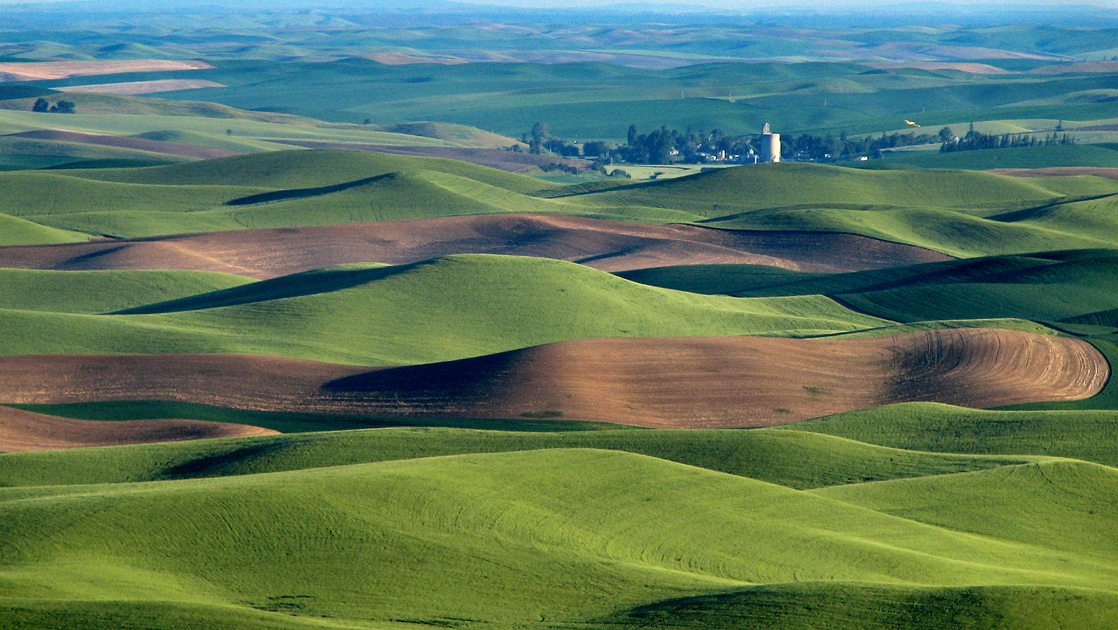
Heuvels ten noorden van Walla Walla

De Palouse is een landelijk, agrarisch gebied gelegen in het zuidoosten van de Amerikaanse staten Washington, het noorden van Idaho en, afhankelijk van de definitie, ook het noordoosten van Oregon.

## Definitie en naam
Er is geen exacte definitie van de Palouse, maar van oudsher beschouwde men het als de vruchtbare heuvels en prairiegebieden ten noorden van de rivieren de Snake en Clearwater. Dit omvat onder meer (delen van) Whitman County, Spokane County (beide Washington) en Latah County (Idaho).
Organisaties als het Wereld Natuur Fonds rekenen echter andere delen van hetzelfde oorspronkelijke ecosysteem, zoals Walla Walla County (Washington) en Umatilla County (Oregon), ook tot de Palouse.
Waar de naam vandaan komt, is onzeker. Mogelijk verwijst deze naar het indianenvolk de Palus (eerder ook wel aangeduid als onder meer Pelusha), wat dan verfranst werd door Franstalige Canadese bonthandelaars, naar analogie met het Franse woord pelouse, "terrein met kort, dik gras". Omgekeerd kan pelouse ook juist de oorspronkelijke naam geweest zijn, omdat er veel gras voorkwam, en is die naam vervolgens ook toegepast op het Indiaanse volk.

## Geografie

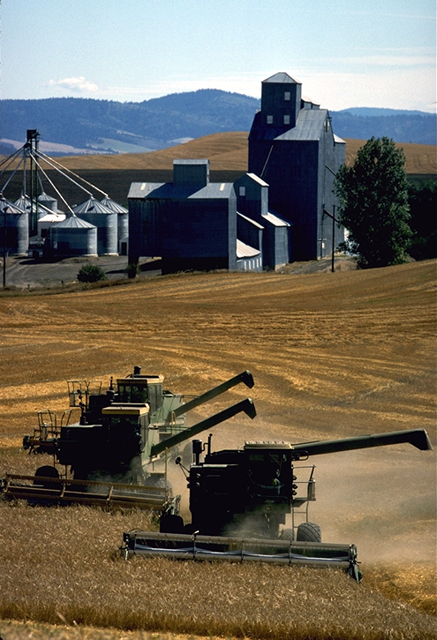
Boerderij in Whitman County (Washington)

De Palouse is opvallend heuvelachtig en grote stukken vlak terrein zijn er schaars. Sommige heuvels kennen een stijgingspercentage van 50 %. Het landschap werd gevormd tijdens de IJstijden en is rijk aan löss.
Het hoogste punt is de top van Moscow Mountain (1.519 m), 13 km ten noordoosten van de plaats Moscow.

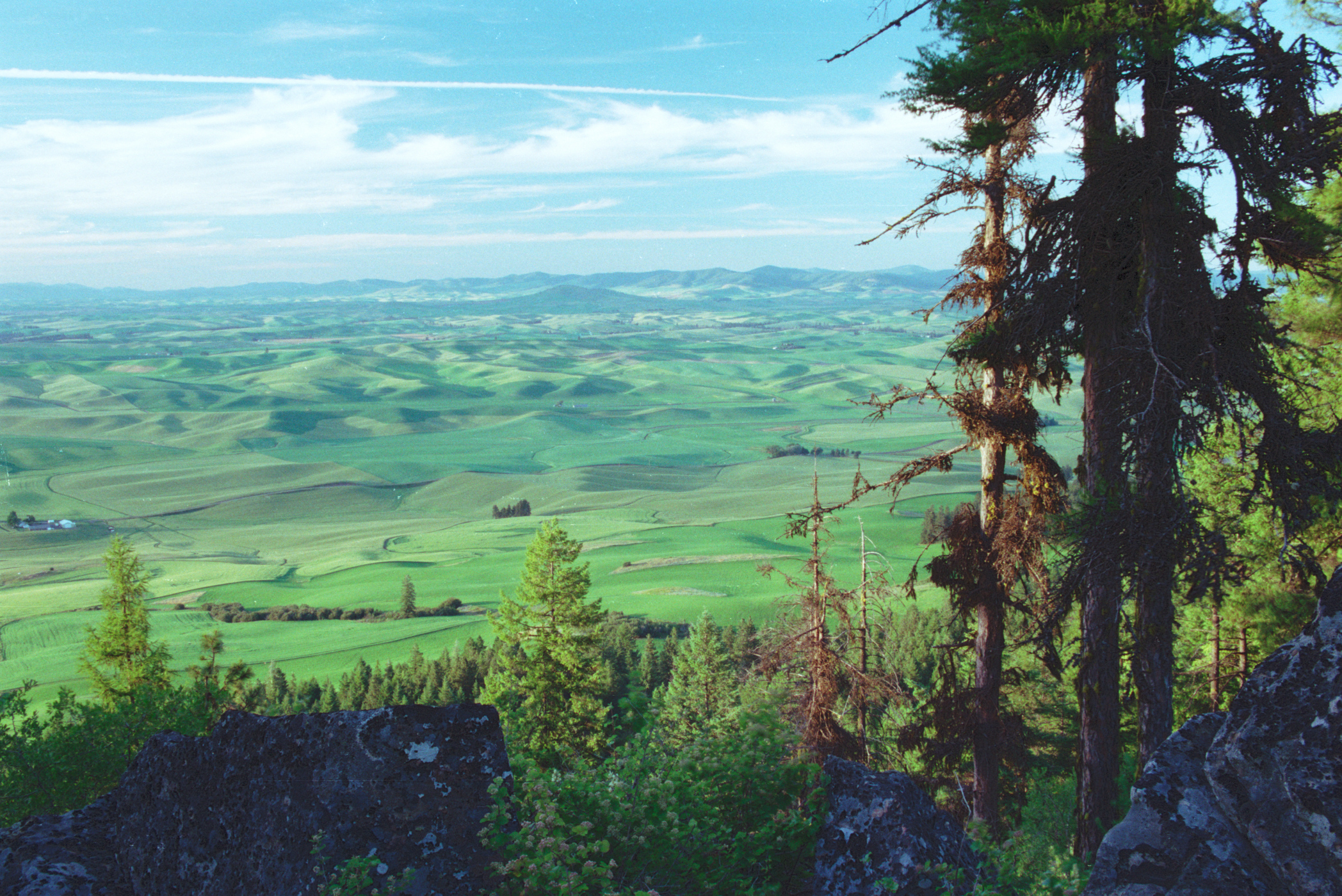
Akkers gezien vanaf Kamiak Butte, vroege zomer
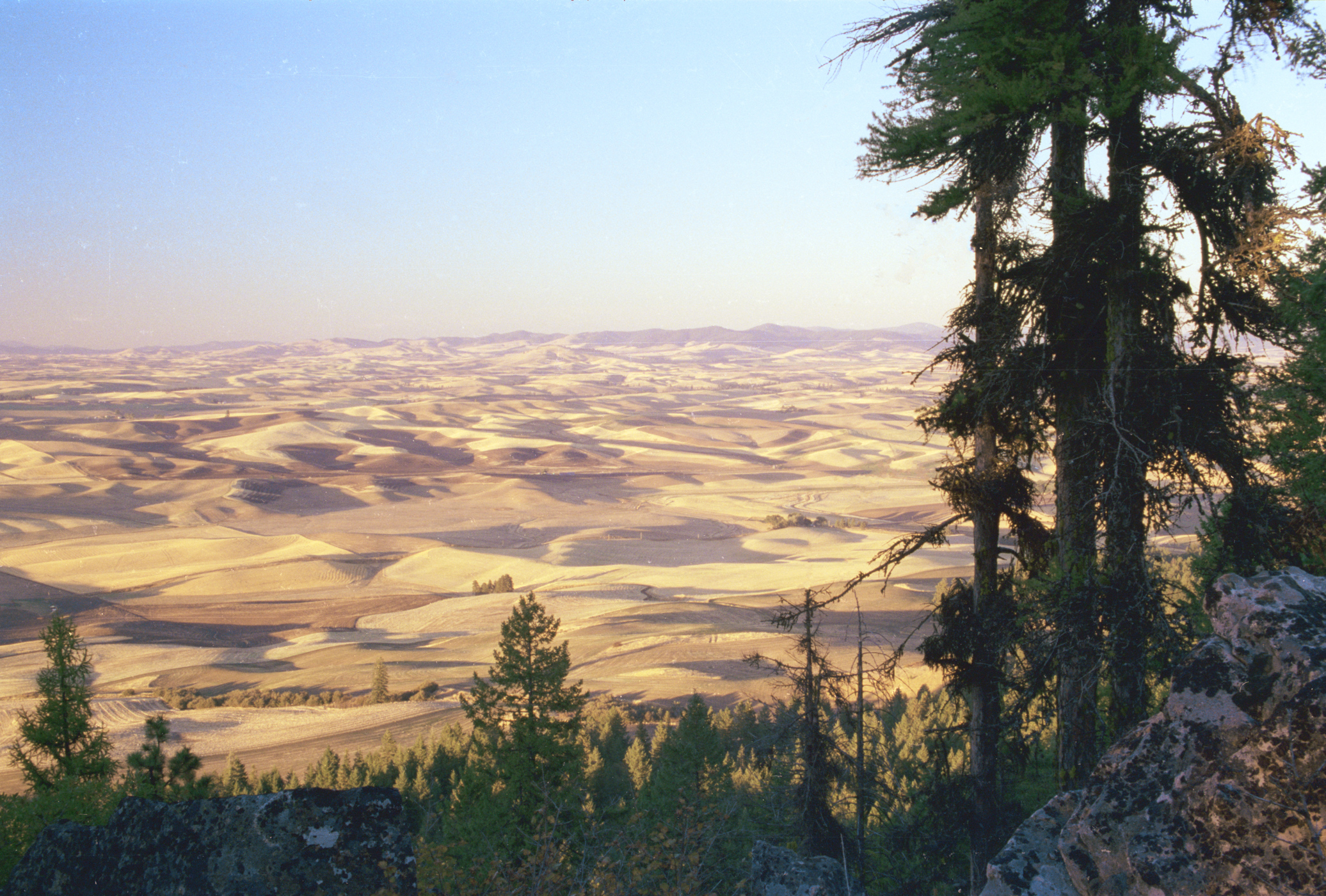
Akkers gezien vanaf Kamiak Butte, herfst

## Tarwe
In de streek rond Walla Walla werd vanaf de jaren 1860 de techniek "dryland farming" van tarwe met succes toegepast. Verder naar het noorden werd destijds voornamelijk nog slechts vee geteeld. Vanaf ongeveer 1880 werd ook deze gebieden meer en meer tarwe verbouwd, ook geholpen door de komst van de spoorwegen.
Nog tot in de jaren 1920 was de tarweoogst op de Palouse grotendeels handwerk, omdat de toen elders al veel gebruikte maaidorser op het heuvelachtige terrein niet goed uit de voeten kon. Dit veranderde pas toen er een kleinere versie op de markt kwam. Om dezelfde reden deed de tractor ook relatief laat zijn intrede in dit gebied.